# Weitsee
Der Weitsee ist ein See im Gemeindegebiet von Reit im Winkl zwischen Ruhpolding und Reit im Winkl mit 63,64 ha Fläche und 9,3 m maximaler und 3,5 m mittlerer Tiefe.

## Beschreibung
Der See liegt im Dreiseengebiet im Naturschutzgebiet östliche Chiemgauer Alpen (die weiteren Seen sind Mittersee und Lödensee) und erstreckt sich mit den anderen beiden Seen im Tal zwischen Gurnwandkopf und Dürrnbachhorn unmittelbar an der Deutschen Alpenstraße (B305). Der Abfluss erfolgt über den Mittersee und den Lödensee, das Wasser versickert in dem durch den Langen Sand, ein Geröllfeld an der Nordseite des Dürrnbachhorns, aufgeschütteten Bereich.
In dem durch die von Süden in den See ragende bergige Halbinsel Bürgl abgeschnürten Seeteil Obersee mit einer Größe von rund 15 ha liegt die 0,92 ha große Insel Bidlieger. Dieser streckenweise nur 50 cm tiefe Teil des Sees ist am stärksten von der Verlandung betroffen. An der engsten Stelle zwischen den beiden Seeteilen (knapp 30 Meter) befindet sich ein ca. 5 m tiefer Quelltopf.
Das Fehlen von größeren oberirdischen Zuflüssen macht sich positiv bei der Wasserqualität bemerkbar, deshalb werden alle drei Seen im Sommer gerne als Badesee genutzt. Im Winter führt die Skilanglaufloipe von Reit im Winkl nach Ruhpolding über die zugefrorene Seefläche.
Teile des Ufers beheimaten seltene und geschützte Arten wie die Sibirische Schwertlilie und das Braunkernauge (Mionis dryas).

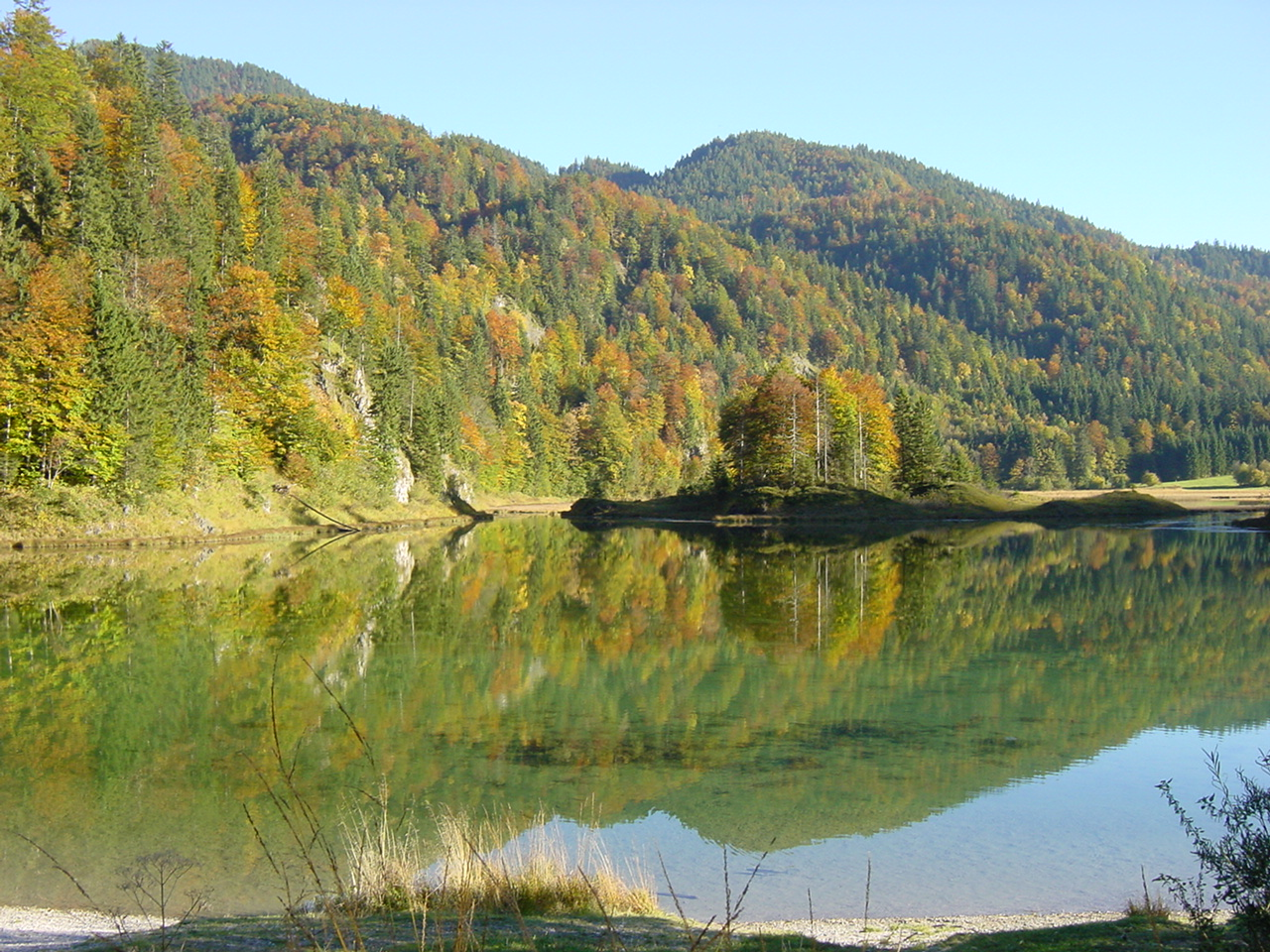
Weitsee im Herbst (Obersee mit Insel Bidlieger)
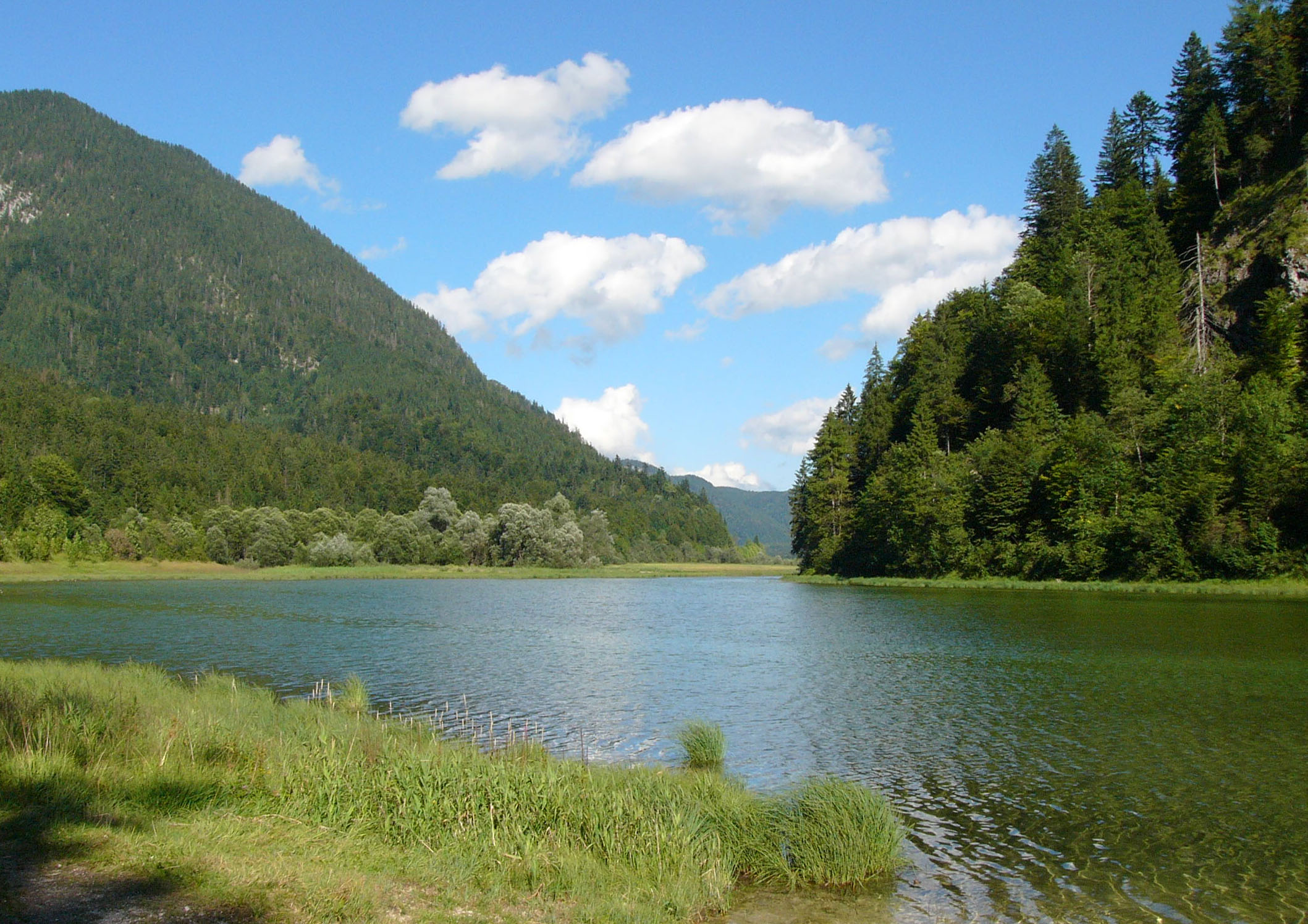
Weitsee vom Westen…
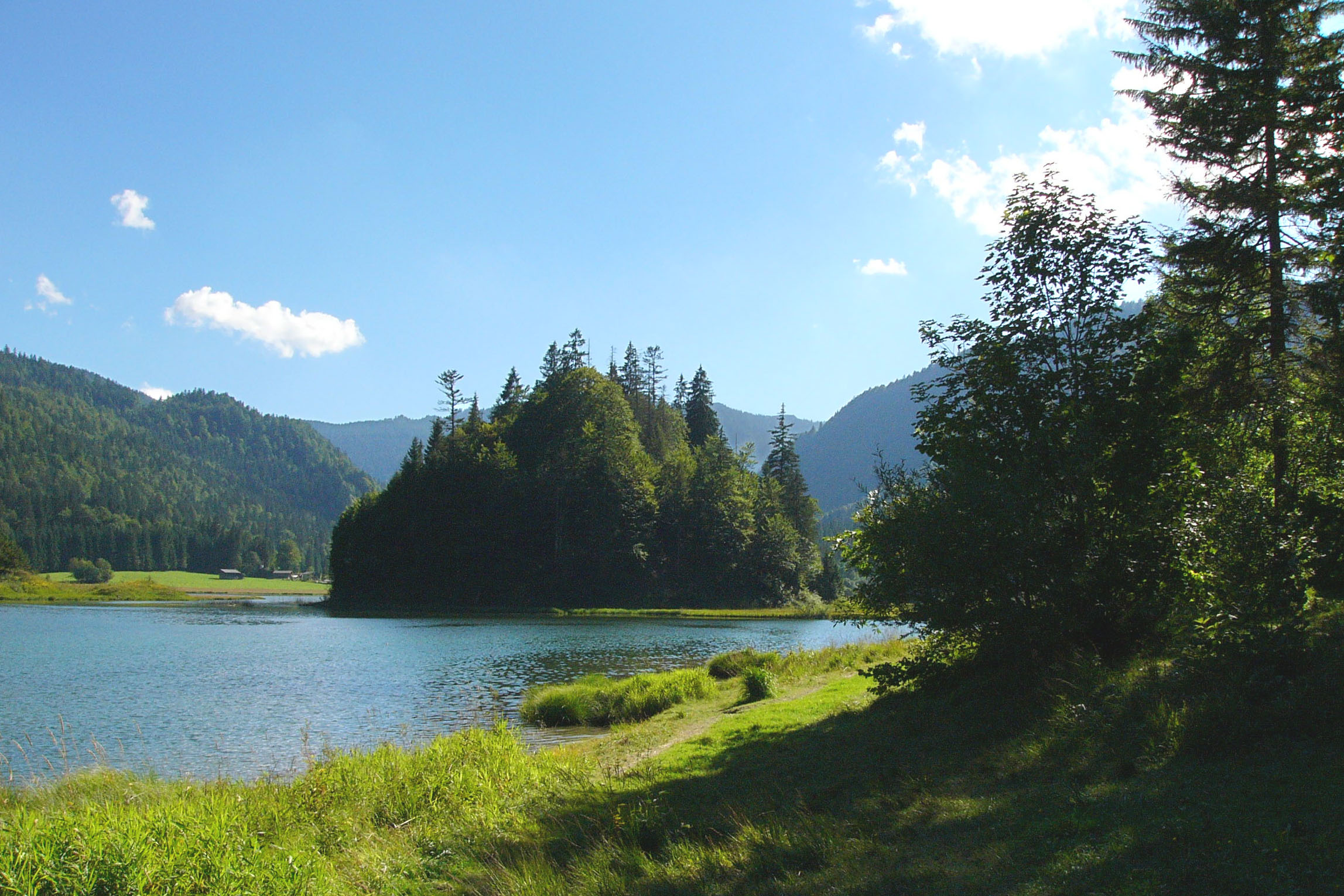
und vom Osten her